# Micrixalus silvaticus
Micrixalus silvaticus är en groddjursart som först beskrevs av George Albert Boulenger 1882.  Micrixalus silvaticus ingår i släktet Micrixalus och familjen Micrixalidae. IUCN kategoriserar arten globalt som otillräckligt studerad. Inga underarter finns listade i Catalogue of Life.